# Anthrenus pacificus
Anthrenus pacificus is een keversoort uit de familie spektorren (Dermestidae). De wetenschappelijke naam van de soort werd in 1850 gepubliceerd door Léon Marc Herminie Fairmaire.